# バドア・エル・カドゥーリ
バドア・エル・カドゥーリ（Badr El Kaddouri, 1981年1月31日 - ）は、モロッコ・カサブランカ出身のサッカー選手。ポジションはディフェンダー。

## 経歴
2002年にウィダド・カサブランカからFCディナモ・キーウに移籍した。

## 所属クラブ
- 2000-2002  ウィダド・カサブランカ
- 2002-2013  FCディナモ・キーウ

→ 2011-2012  セルティックFC (loan)

## 代表歴
- アフリカネイションズカップ : 2002, 2006, 2008, 2012
- オリンピックサッカー : 2004 アテネ

## タイトル
ディナモ・キエフ
- ウクライナ・プレミアリーグ (4) : 2002-03, 2003-04, 2006-07, 2008-09
- ウクライナ・カップ (4) : 2003, 2005, 2006, 2007
- ウクライナ・スーパーカップ (5) : 2004, 2006, 2007, 2009, 2011